# 湯前神社
湯前神社（ゆぜんじんじゃ）は、静岡県熱海市に鎮座する神社である。式内社の「久豆弥（くづみ）神社」の論社で、旧社格は村社。社前には江戸時代までの熱海温泉の中心的な源泉だった大湯間歇泉があり、この神社の名称・起源もそこに由来している。
現在は近隣の来宮神社の兼務社であり、御朱印も来宮神社で得ることができる。

## 祭神
少彦名神を祀る。少彦名神は温泉の神として日本各地に祀られているが、本来は大湯そのものを神として祀ったものと思われる。

## 由緒
社伝によると、天平勝宝元年（749年）6月、小児に神託が下り、諸病を除く効果があるので温泉を汲み取って浴せよとの神教があり、その報恩として里人が祠を建てて少彦名神を祀ったのに創まるという。また天平宝字年中（8世紀半ば）に箱根山の金剛王院（廃寺）に住した万巻（満願）上人が、熱海の海中に温泉が湧いてその熱湯のために多くの魚介類が死んでいたのを哀れみ、海浜に祈祷の壇を築いて100日間の勤行に励むと、満願の日に内陸部へと湯脈が移ったので、その傍らに「湯前権現」と称して温泉の守護神として祀るようになったともいう。
『伊豆国神階帳』田方郡部に載せる「従四位上 熱海の湯明神」に比定され、『元亨釈書』に釈桓舜が説法をしたと伝える「温泉神祠」も当神社の事と推定されているが、『延喜式神名帳』の「久豆弥（くづみ）神社」に当てる説もある。中世以降広く「湯前権現」と称され、鎌倉時代に源頼朝を初めとする歴代将軍や幕府の要人が走湯、箱根の二所権現に盛んに参詣するようになると、広く湯治の神として喧伝された。

## 祭祀
熱海湯まつり（2月・10月）
毎春秋2季の例大祭。
江戸時代に江戸城へ熱海温泉の湯水を献上した古例に因み、秋季例大祭の初日には、「湯汲み道中」が再現する温泉を入れた湯おけを手にパレードが行われる。
2日目には、神前に大湯の温泉を献じる「献湯祭」が行われる。

## 境内
- クスノキ

樹幹の二分の一程度が焼損しているが樹勢は旺盛で、樹高：17メートル、幹周り：7.2メートル（熱海市天然記念物指定時）。
- 石鳥居

安永9年（1780年）に第7代久留米藩主・有馬頼徸が熱海に来湯したさいに寄進したもの。鳥居両柱の石をくり抜き作られている。高さ：3.45メートル、幅：4.1メートル、直径：0.35メートル。寄進年は鳥居の柱に刻まれている。
- 石燈籠

宝暦8年（1758年）に久留米藩主・有馬頼徸が熱海に来湯したさいに寄進したもの。高さ：2.05メートル、柱直径0.35メートル。寄進年は燈籠の柱に刻まれている。
- 手水場

手水は源泉が流れていたが、現在は停止している。
- 拝殿・本殿

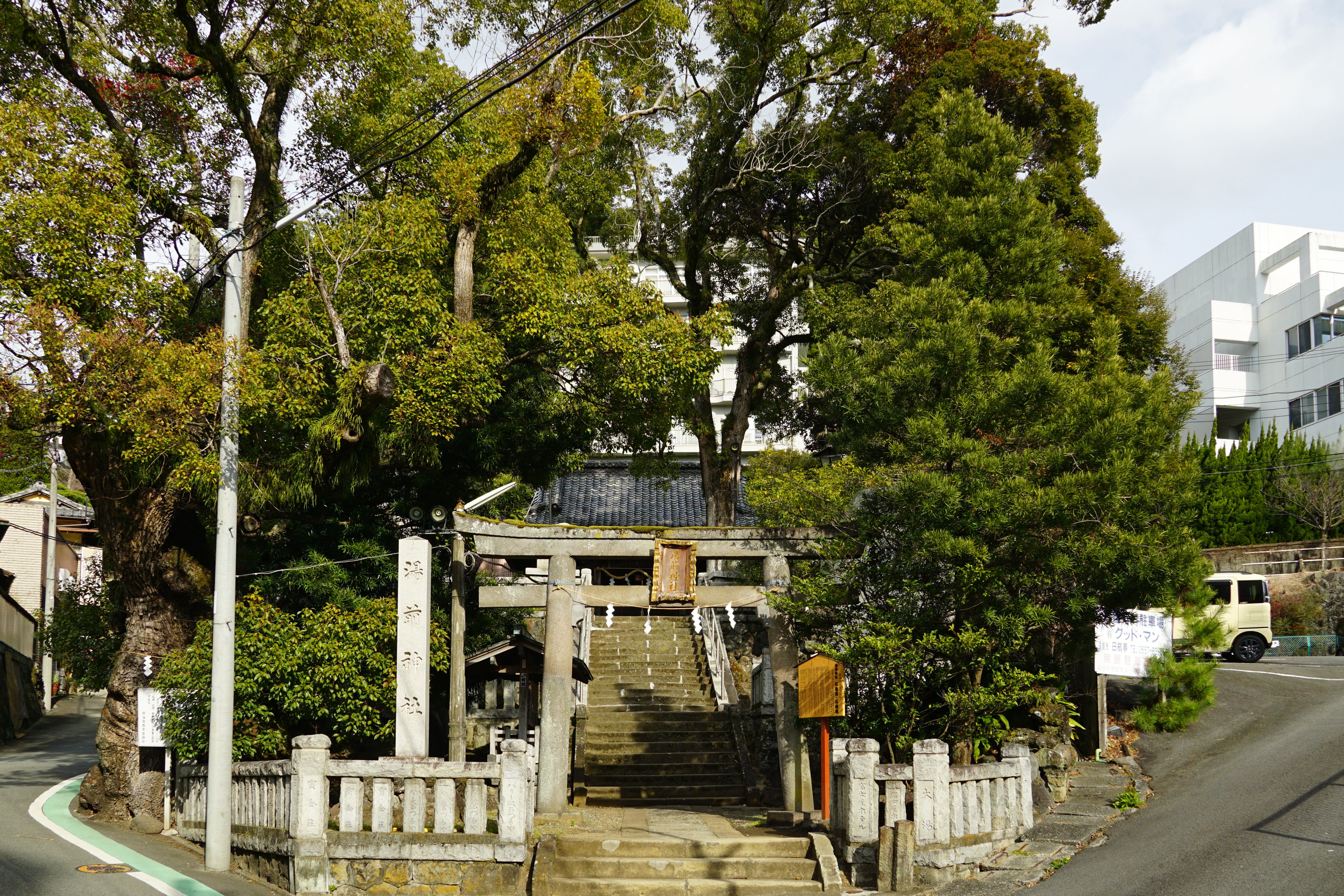
石鳥居と天然記念物のクスノキ（左端）
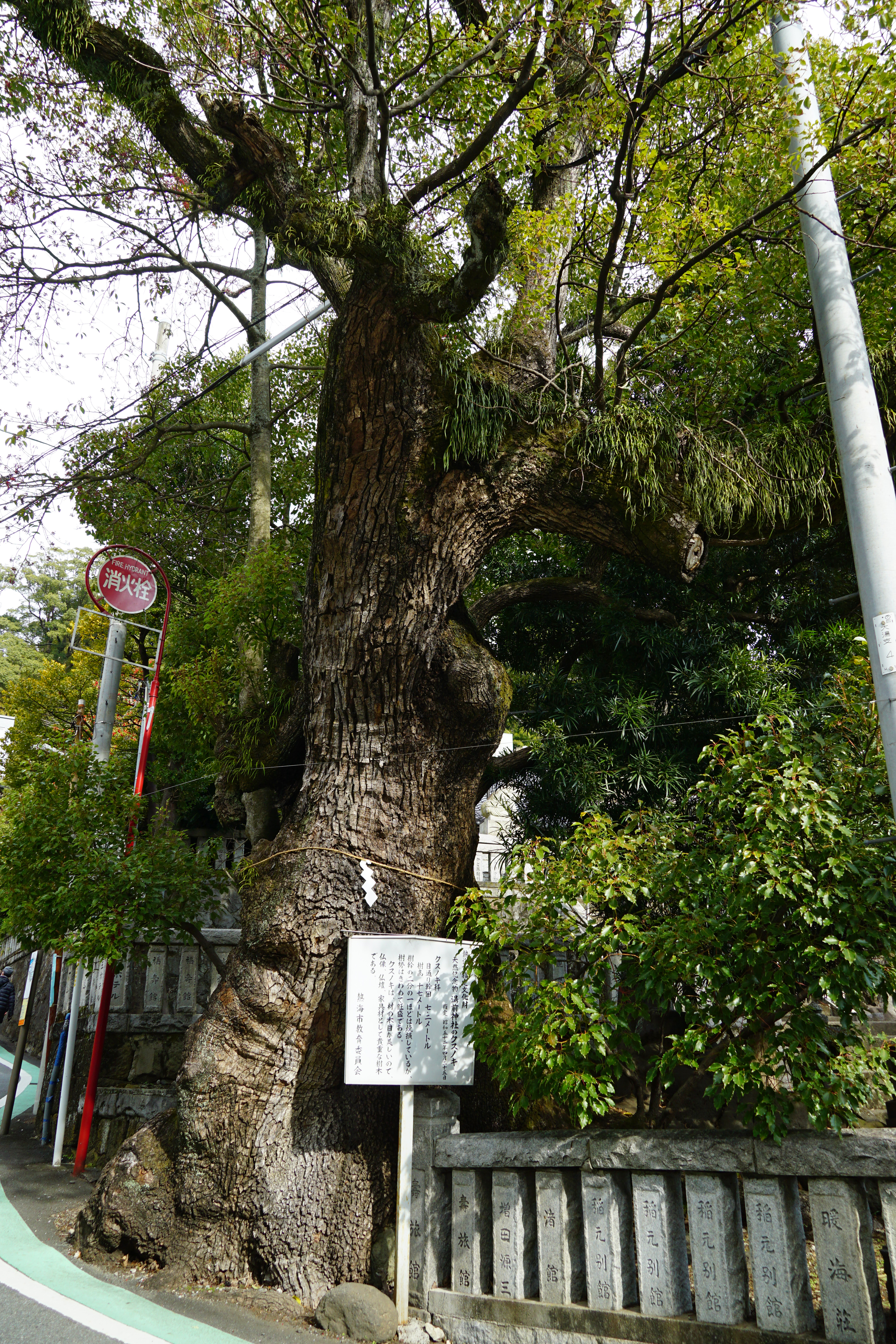
天然記念物のクスノキ
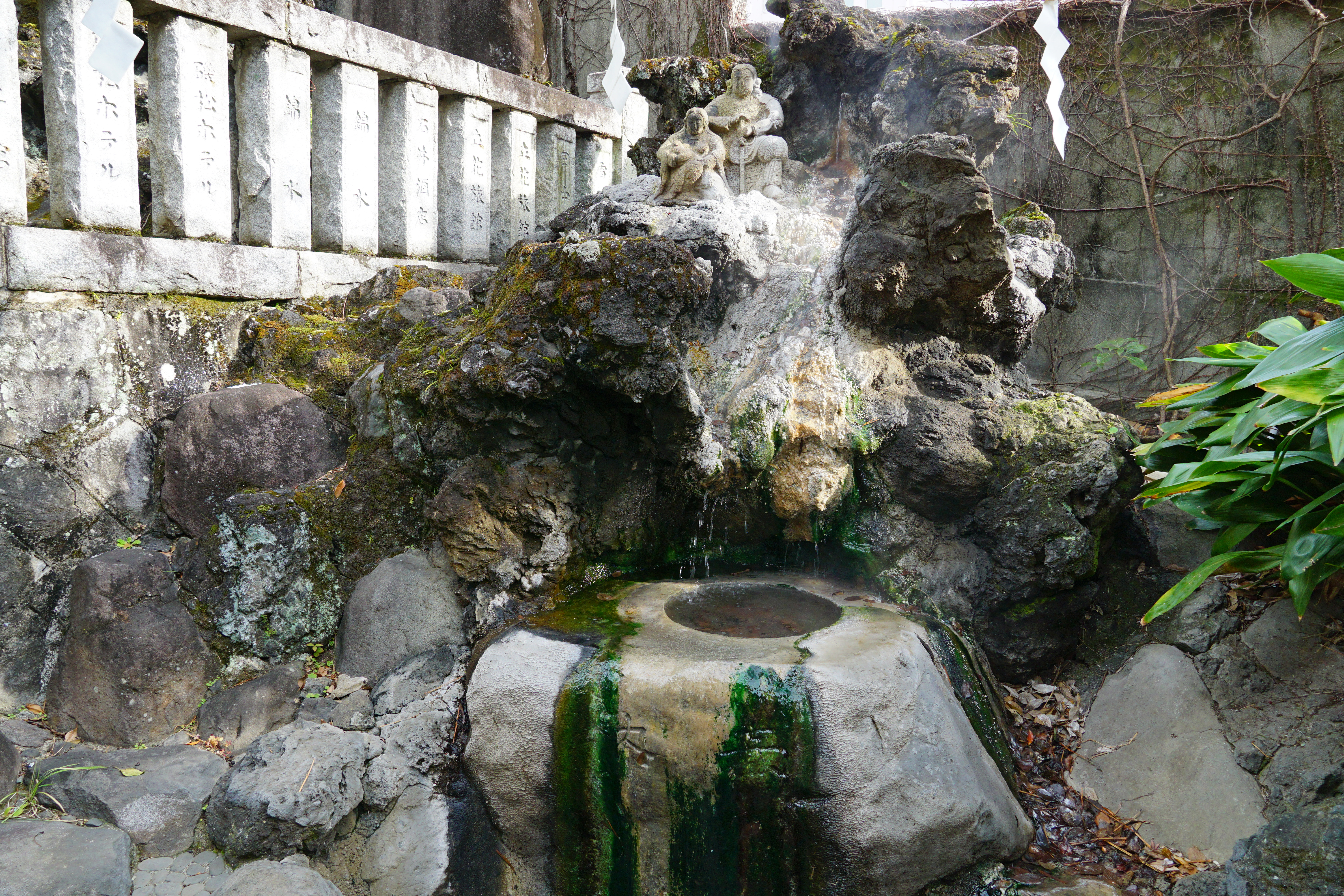
源泉が流れる手水場

## 文化財
熱海市指定文化財
建造物

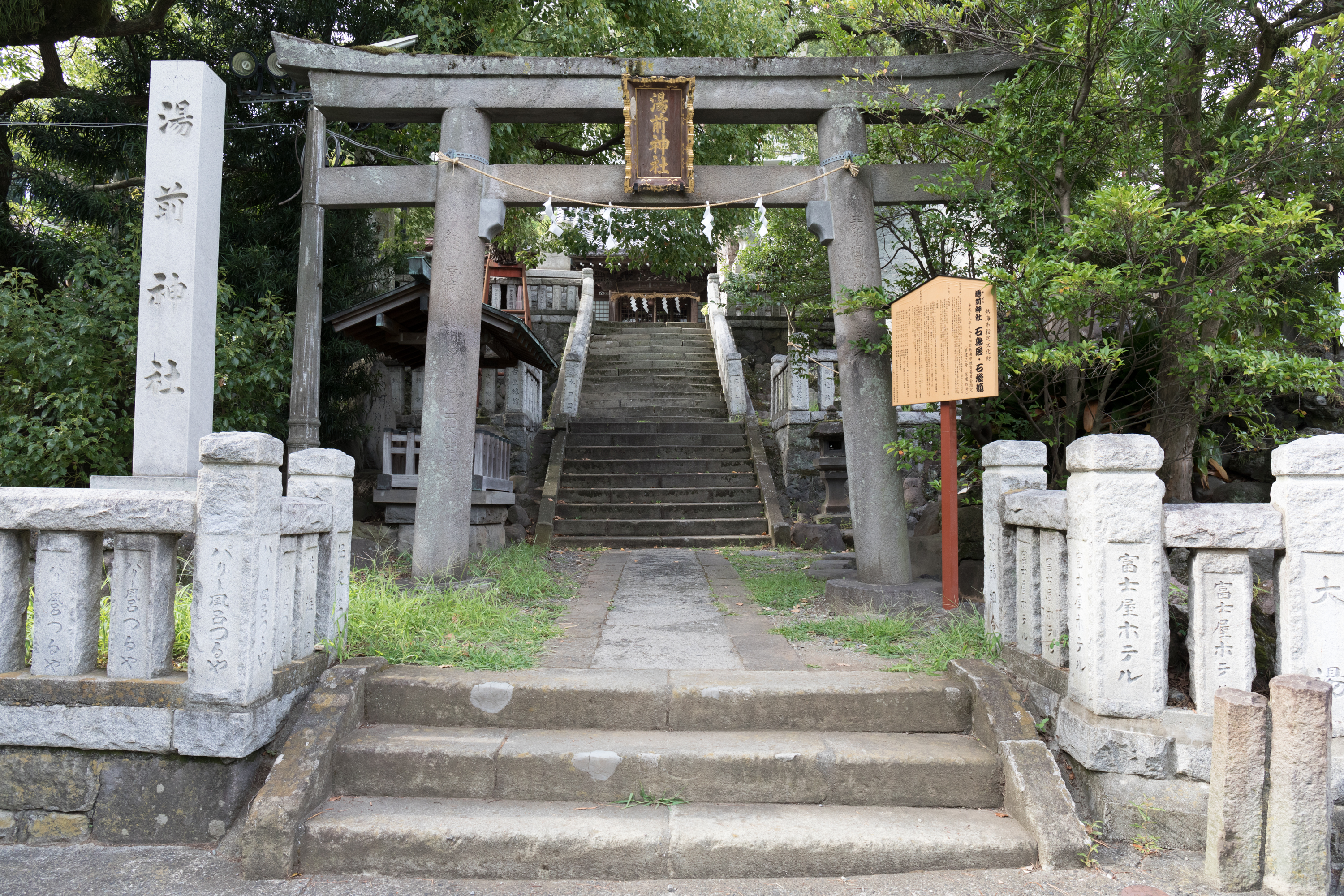
熱海市指定文化財の石鳥居

- 石鳥居 1基 - 指定年月日：平成18年12月4日[8]。
- 石燈籠 2基 - 指定年月日：平成18年12月4日[8]。

天然記念物
- 湯前神社のクスノキ - 指定年月日：1977年（昭和52年）4月25日[6][8]。